# Berninapasset
Berninapasset (2.328 m.o.h.) (italiensk: Passo del Bernina) er et højt bjergpas i Bernina-kæden af Alperne i kanton Graubünden i Schweiz. Det forbinder St. Moritz i Engadindalen med det ligeledes schweiziske, italiensk-talende Val Poschiavo, som ender i den Italienske by Tirano i Valtellina.
Berninapasset krydses af vej og tog. Turisttoget Bernina Express kører året rundt mellem Chur og Tirano. Toget krydser passet vest for vejen ved 2.253 meter ved Ospizio Bernina. Det er den højeste almindelige jernbanerute i Europa.
Navnemæssigt må man ikke forveksle Berninapasset med San Bernardinopasset eller med det store Store Sankt Bernhard pas såvel det lille Lille Sankt Bernhard pas begge beliggende i den vestlige del af de vestlige alper. 

## Galleri
- Vej og togbane på Bernina
- Vejpassets højeste sted
- Bernina Express undervejs
- Piz Palue 3.901 m.o.h.
- Lago Bianco[6]
- Bernina Express på Bernina Bahn

## Historie
Anlæggelsen af vejen begyndte i 1842. Chef for ingeniørarbejdet var Rudolf Albertini (1821-1896) fra Zuoz. Arbejdet blev færdigt i 1865, og et hospice i en højde på 2.307 meter (7.569 ft) blev også åbnet. Sidenhen er vejen blevet gjort bredere flere gange. Siden 1965 har vejen været åben hele året, selv om der er sne i 8 måneder. Dette gør Berninapasset til et af de højeste pas i Alperne, der er farbart året rundt.
Passet var en vigtig handelsrute over Alperne i middelalderen. I 1410 blev flere lokalsamfund nord og syd af passet enige om at arbejde sammen for at opretholde det. I 1512 blev den første vej over passet nævnt. Berninatrafikken nåede sit højdepunkt i midten af det 16. århundrede, efter Frankrig i 1548 havde etableret en posttjeneste mellem Chur og Aprica for at holde kontakten med Venedig sikker og hurtig. Med åbningen af den nye Markusstrasse fra Bergamo til Morbegno i 1593, med fortsættelse over Splügenpasset, mistede Bernina-trafikken sin betydning.